# Prometheus Global Media
Prometheus Global Media er et New York City-baseret B2B-mediaselskab. Selskabet blev etableret i december 2009, da Nielsen Company solgte deres underholdnings- og mediaafdeling til en gruppe ledet af Pluribus Capital Management og Guggenheim Partners. Guggienheim købte Pluribus aktier i selskabet i januar 2013, hvorved de fik fuldt ejerskab gennem selskabet Guggenheim Digital Media.
| Firma | Spire Denne artikel om et firma eller en virksomhed er en spire som bør udbygges. Du er velkommen til at hjælpe Wikipedia ved at udvide den. |